# Jerzy Wordliczek
Jerzy Władysław Wordliczek (ur. 10 sierpnia 1953 w Krakowie) – polski anestezjolog, profesor nauk medycznych, kierownik Kliniki Intensywnej Terapii Interdyscyplinarnej Uniwersytetu Jagiellońskiego, Collegium Medicum. Wykładowca akademicki, autor ponad trzystu publikacji naukowych. Pełnomocnik Rektora UJ ds. klinicznych w Collegium Medicum.

## Życiorys
Ukończył studia na Akademii Medycznej w Krakowie. W 1990 uzyskał stopień doktora nauk medycznych (specjalność: chirurgia). Habilitował się w 1998. W 2005 otrzymał tytuł profesora nauk medycznych.
Objął funckję ordynatora Kliniki Intensywnej Terapii Interdyscyplinarnej Collegium Medicum UJ oraz szefem Centrum Urazowego Medycyny Ratunkowej i Katastrof Szpitala Uniwersyteckiego. W 2016 wszedł w skład Polskiej Grupy Roboczej do spraw Problemów Etycznych Końca Życia.
Opublikował ponad trzysta artykułów i rozdziałów w podręcznikach, był redaktorem dziewięciu podręczników, pięciu monograficznych zeszytów czasopism poświęconych problematyce bólu i jego leczenia oraz pięciu polskich edycji (tłumaczeń) zagranicznych podręczników. Od roku 2012 pełni funkcję Pełnomocnika Rektora Uniwersytetu Jagiellońskiego ds. klinicznych w Collegium Medicum UJ. Jest członkiem Rady Naukowej czasopisma Medycyna Paliatywna w Praktyce (Palliative Medicine in Practice).
W 1989 Jerzy Wordliczek wraz z Andrzejem Matyją i Jerzym Kękusiem założyli Specjalistyczne Centrum Diagnostyczno-Zabiegowe Medicina w Krakowie. Obecnie są współwłaścicielami tej firmy, współpracuje z nimi ok. trzystu lekarzy z różnych specjalności medycznych.
W 2013 został odznaczony Złotym Medalem za Długoletnią Służbę, a w 2024 Krzyżem Kawalerskim Orderu Odrodzenia Polski (2024).

## Publikacje (wybór)
- 2007: Leczenie bólu (współautor: Jan Dobrogowski, wyd. Państwowy Zakład Wydawnictw Lekarskich) – wyd. drugie 2011, wyd. trzecie 2017 (współautor: Jan Dobrogowski, wyd. Wydawnictwo Lekarskie PZWL);
- 2014: Farmakoterapia bólu (współautorzy: Jarosław Woroń, Jan Dobrogowski, wyd. Termedia);
- 2016: Chory na nowotwór. Kompendium postępowania w wybranych sytuacjach klinicznych (współautorzy: Małgorzata Krajnik, Małgorzata Malec-Milewska, wyd. Medical Education).